# Station Huddersfield
Huddersfield is een spoorwegstation van National Rail in Huddersfield, Kirklees in Engeland. Het station werd geopend in 1847 en is Grade I listed.
Het station is eigendom van Network Rail en wordt beheerd door First TransPennine Express. Northern Rail maakt ook gebruik van het station met treinen over de Huddersfield Line, tussen Leeds/Wakefield Westgate en Manchester Victoria. 

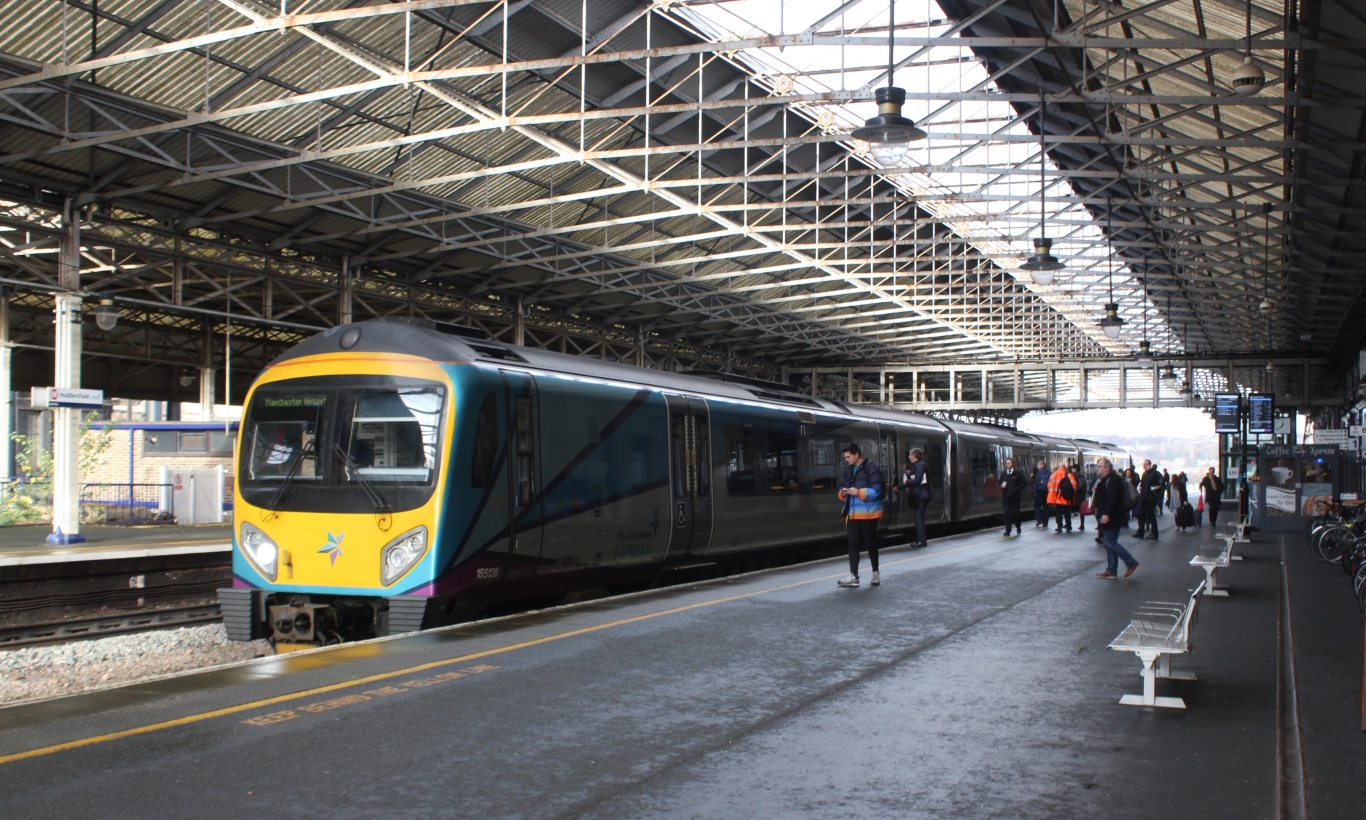
Perrons